# Inmaculada Concepción (Iglesia de San Juan de la Palma)
La Inmaculada Concepción es una talla del siglo xvii ubicada en la Iglesia de San Juan de la Palma, en el distrito Casco Antiguo, en Sevilla (Andalucía, España).

## Historia
Originalmente la imagen de la Inmaculada, encuadrada en el barroco sevillano y de autoría anónima, era un mediorrelieve a tamaño natural emplazado en el ático del retablo mayor. Tras el desmontaje de la obra en 1960 debido a la adquisición de un nuevo retablo por parte de la Hermandad de la Amargura a la Iglesia de San Felipe de Carmona, la talla fue sometida a una importante reforma por parte del escultor Francisco Buiza, quien la convirtió en una imagen de bulto redondo al eliminar el fondo liso del relieve y tallar la parte posterior para completarla, policromándola de nuevo y añadiendo asimismo una peana compuesta por las cabezas aladas de cinco serafines. Por su parte, el retablo al que pertenecía la Inmaculada fue trasladado a la Iglesia de San Juan Bautista, en San Juan de Aznalfarache, donde se encuentra actualmente.

## Descripción

### Talla
La imagen, muy similar a la Inmaculada de Martínez Montañés conocida como La Cieguecita, está realizada en madera policromada. La Virgen figura de pie con ambos brazos flexionados y desplazados a un lado, estando las manos juntas en actitud orante. La cabeza se halla levemente erguida y la vista dirigida al frente, con el cabello cayendo a ambos lados. El rostro, de rasgos juveniles, es ovalado y muestra boca cerrada, labios finos y ojos entreabiertos, todo ello marcado a su vez por un acentuado hoyuelo en el mentón. Viste túnica larga hasta los pies ceñida por un cíngulo apenas visible por el manto que cubre sus hombros y aparece recogido sobre su brazo izquierdo, produciendo en el lado derecho una cascada de pliegues que dota de gran profundidad al conjunto, caracterizado por el tratamiento asimétrico de los ropajes, lo que aleja a esta Inmaculada de las obras de Gregorio Fernández, reconocibles por su simetría, hieratismo y postura frontal. La pierna derecha está flexionada en un claro contrapposto, lo que a su vez provoca una profusión de drapeados en la parte inferior de la túnica, la cual presenta notables pliegues en las telas que reposan sobre la peana (tanto el manto como la túnica muestran ricos estofados típicos del barroco). La base de la estatua está conformada por un pequeño escabel compuesto por las cabezas aladas de cinco serafines, sobre los cuales, a ambos lados de la Virgen, se alzan los extremos puntiagudos de una luna creciente, elemento característico de la iconografía de las Inmaculadas al igual que la corona de doce estrellas que porta la imagen en alusión a las doce tribus de Israel.

### Retablo
La talla recibe culto en la Capilla Sacramental, en un sencillo retablo de estilo neobarroco compuesto por una hornacina con altar, banco y ático. La hornacina es rectangular y presenta decoración similar a casetones, cada uno con un motivo ornamental en forma de flor tetrapétala. El marco se cubre con rocalla, destacando en los extremos columnas de base cilíndrica y fuste estriado a excepción del tercio inferior, ornamentado con relieves los cuales enmarcan un medallón. El retablo luce en los laterales motivos de hojarasca con una gran voluta en la base y otra de menor tamaño en la zona superior. El ático consiste en un medallón ovalado con rocalla en el que se muestra un relieve de San Miguel Arcángel custodiado por dos querubines de bulto redondo, hallándose en los extremos dos diminutos jarrones que coronan el entablamento que soportan los capiteles de orden corintio que rematan los pilares.
En este retablo se veneraban anteriormente las imágenes de vestir de Nuestra Señora de la Amargura y San Juan Evangelista, las cuales presiden a día de hoy el retablo mayor. Por su parte, la Inmaculada recibió culto en su momento en un retablo actualmente ocupado por una imagen del Jesús del Silencio. Del mismo modo, la talla tuvo el honor de presidir en varias ocasiones el altar portátil que la corporación del Corpus instalaba en la calle Francos para la celebración de la solemnidad del Corpus Christi.

## Galería de imágenes

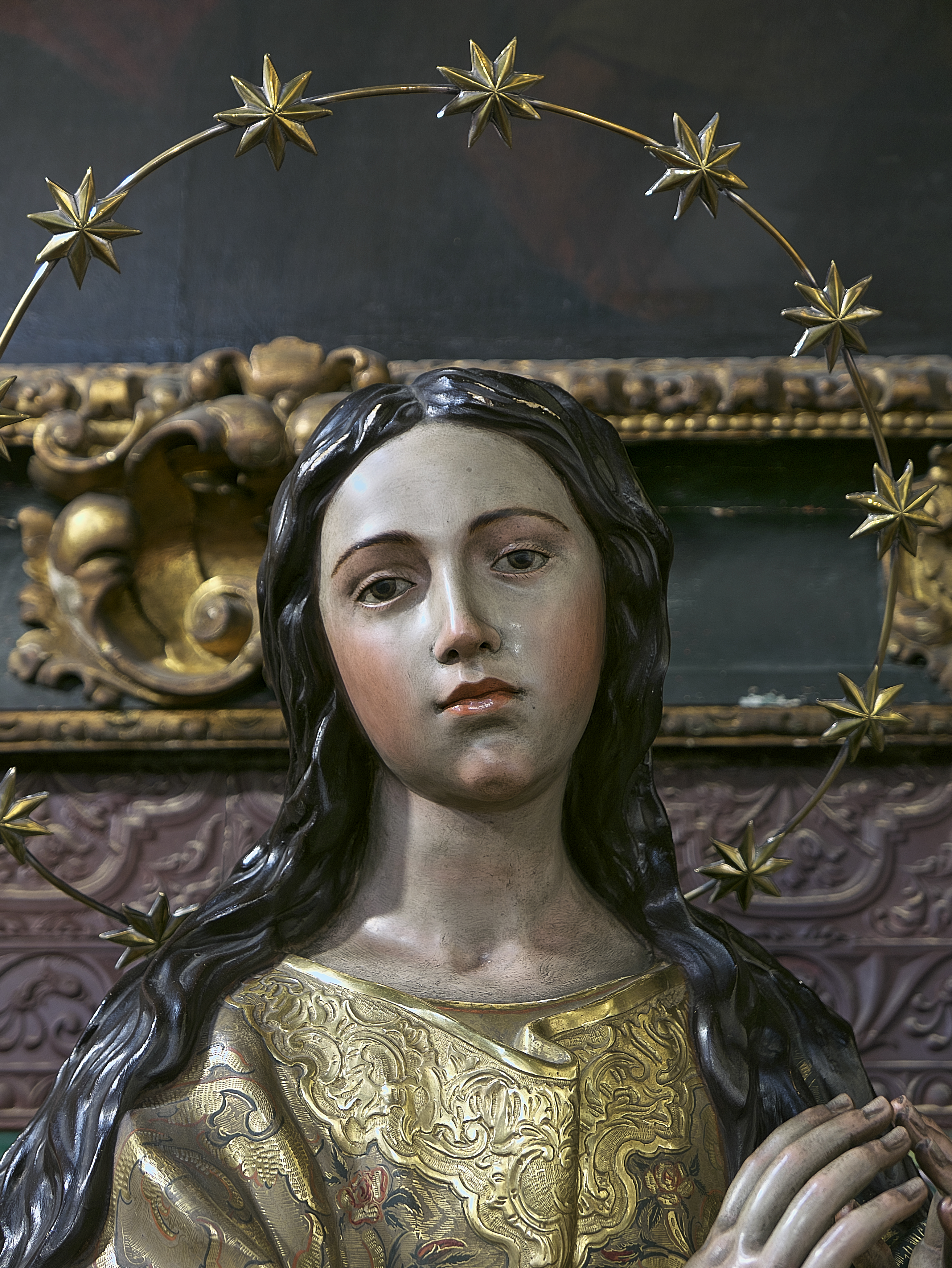
Detalle del rostro.
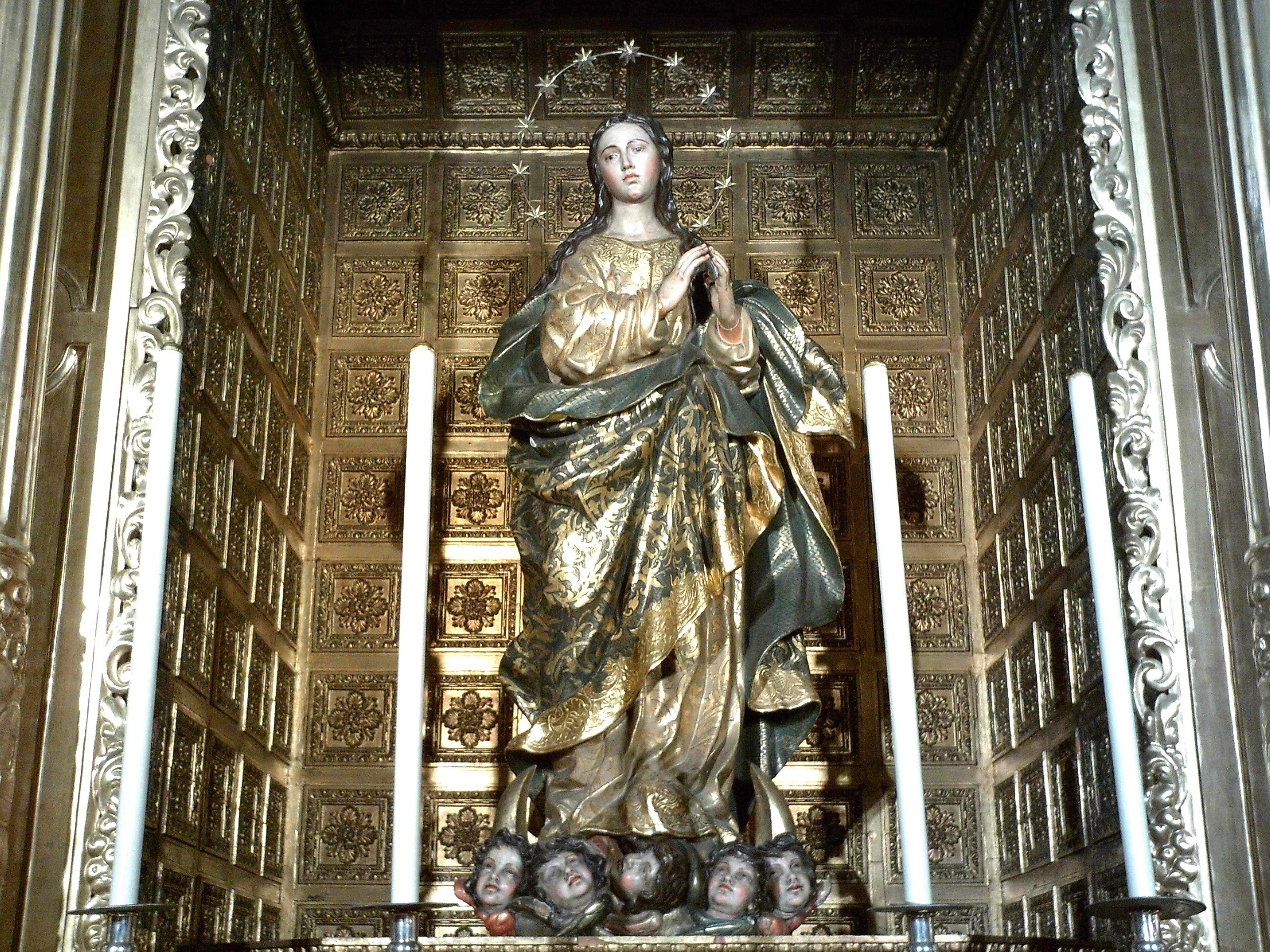
La Inmaculada Concepción en su retablo.